# بيدرو كوستا (لاعب كرة قدم)
بيدرو كوستا هو لاعب كرة قدم برازيلي في مركزي الهجوم والوسط، ولد في 24 أكتوبر 1991 في مارابا في البرازيل. لعب مع نادي أكاديميكا كويمبرا ونادي تونديلا ونادي فيزيلا.

## وصلات خارجية
- بيدرو كوستا على موقع قاعدة بيانات كرة القدم.إي يو (الإنجليزية)
- بيدرو كوستا على موقع Soccerway.com (الإنجليزية)
- بيدرو كوستا على موقع عالم كرة القدم.نت (الإنجليزية)